# Mehmet Ali Yalım
Mehmet Ali Yalım, né le 1er avril 1929 et décédé le 28 janvier 1992, est un ancien joueur turc de basket-ball.